# Carrhotus erus
Carrhotus erus là một loài nhện trong họ Salticidae.
Loài này thuộc chi Carrhotus. Carrhotus erus được Jastrzebski miêu tả năm 1999.